# Carl Ellsworth
Carl Ellsworth (Louisville, 28 settembre 1972) è uno sceneggiatore statunitense.

## Biografia

### Carriera
Nel luglio 2008 fu annunciato dal The Hollywood Reporter che Ellsworth avrebbe scritto insieme a Jeremy Passmore, per la Metro-Goldwyn-Mayer, una sceneggiatura attualizzata basata sul film Alba rossa (1984), diretta da Dan Bradley.   In un secondo momento fu poi rivista da Tony Gilroy. . L'uscita del film, intitolato Red Dawn, prevista per il 24 novembre, 2010, fu annullata e rinviata a data da destinarsi in conseguenza di una forte crisi finanziaria cui era preda la MGM dal 2009. 

## Filmografia
- Buffy l'ammazzavampiri (Buffy the Vampire Slayer) (1997, 1 episodio)
- Mowgli: The New Adventures of the Jungle Book (1998, 1 episodio)
- April Fool (1998, corto)
- Godzilla: The Series (1998, 1 episodio)
- Mortal Kombat: Conquest (1998, 1 episodio)
- ARK, the Adventures of Animal Rescue Kids (1999, 1 episodio)
- Animorphs (1998-99, 3 episodi)
- Xena - Principessa guerriera (Xena: Warrior Princess) (2000, 2 episodi)
- The New Adventures of A.R.K. (2000, 1 episodio)
- Cleopatra 2525 (2000-01, 4 episodi)
- La leggenda di Tarzan (The Legend of Tarzan) (2001, 1 episodio)
- Red Eye (2005)
- Disturbia (2007)
- L'ultima casa a sinistra (The Last House on the Left) (2009)
- Red Dawn - Alba rossa (Red Dawn), regia di Dan Bradley (2012)
- Il giorno sbagliato (Unhinged), regia di Derrick Borte (2020)